# Diocesi di Allahabad
La diocesi di Allahabad (in latino Dioecesis Allahabadensis) è una sede della Chiesa cattolica in India suffraganea dell'arcidiocesi di Agra. Nel 2022 contava 9.982 battezzati su 44.414.000 abitanti. È retta dal vescovo Louis Mascarenhas.

## Territorio
La diocesi comprende i distretti di Prayagraj, Ambedkar Nagar, Amethi, Faizabad, Fatehpur, Kanpur Dehat, Kanpur Nagar, Kaushambi, Mirzapur, Pratapgarh, Raebareli, Sonbhadra e Sultanpur nello stato dell'Uttar Pradesh in India.
Sede vescovile è la città di Prayagraj, fino al 2018 denominata Allahabad, dove si trova la cattedrale di San Giuseppe.
Il territorio è suddiviso in 43 parrocchie.

## Storia
Il vicariato apostolico di Patna fu eretto il 7 febbraio 1845 con il breve Pastoralis officii di papa Gregorio XVI, ricavandone il territorio dal vicariato apostolico del Tibet-Hindustan (oggi arcidiocesi di Agra).
Il 1º settembre 1886 per effetto della bolla Humanae salutis di papa Leone XIII il vicariato apostolico è stato elevato a diocesi. Il 7 giugno dell'anno successivo, con il breve Post initam, la nuova diocesi, denominata "diocesi di Allahabad", entrò a far parte della provincia ecclesiastica dell'arcidiocesi di Agra e contestualmente cedette una porzione del suo territorio a vantaggio dell'arcidiocesi di Calcutta.
Successivamente ha ceduto a più riprese porzioni del suo territorio a vantaggio dell'erezione di nuove circoscrizioni ecclesiastiche e precisamente:
- il vicariato apostolico di Bettiah (oggi arcidiocesi di Patna) il 20 aprile 1892; allo stesso vicariato cedette altro territorio il 19 maggio 1893 e il 10 settembre 1919;
- la prefettura apostolica di Jubbulpore (oggi diocesi di Jabalpur) il 18 luglio 1932;
- la prefettura apostolica di Indore (oggi diocesi) l'11 marzo 1935;
- la prefettura apostolica di Jhansi (oggi diocesi) e la diocesi di Lucknow il 12 gennaio 1940;
- la prefettura apostolica di Gorakhpur (oggi diocesi di Varanasi) l'11 luglio 1946.

Il 9 gennaio 1947 ha incorporato il distretto di Mirzapur, che era appartenuto alla prefettura apostolica di Gorakhpur.

## Cronotassi dei vescovi
Si omettono i periodi di sede vacante non superiori ai 2 anni o non storicamente accertati.
- Gaetano Carli, O.F.M.Cap. † (7 febbraio 1845 - 19 settembre 1845 nominato coadiutore del vicario apostolico di Agra)
- Anastasius Hartmann, O.F.M.Cap. † (30 settembre 1845 - 8 marzo 1854 nominato vicario apostolico di Bombay)
- Atanasio Eduardo Zuber, O.F.M.Cap. † (8 marzo 1854 - prima del 24 gennaio 1860 dimesso)
- Anastasius Hartmann, O.F.M.Cap. † (24 gennaio 1860 - 24 aprile 1866 deceduto) (per la seconda volta)
- Paolo Tosi, O.F.M.Cap. † (3 marzo 1868 - 27 settembre 1880 nominato vicario apostolico del Punjab)
- Francesco Vincenzo Pesci, O.F.M.Cap. † (27 maggio 1881 - 8 luglio 1896 deceduto)
- Carlo Giuseppe Gentili, O.F.M.Cap. † (29 marzo 1897 - 27 agosto 1898 nominato arcivescovo di Agra)
- Vittorio Gaetano Sinibaldi, O.F.M.Cap. † (27 settembre 1899 - 5 gennaio 1902 deceduto)
  - Sede vacante (1902-1904)
- Pierre-François Gramigna, O.F.M.Cap. † (25 agosto 1904 - 18 dicembre 1917 deceduto)
- Giuseppe Angelo Poli, O.F.M.Cap. † (18 dicembre 1917 succeduto - 11 luglio 1946 dimesso[2])
- Leonard Joseph Raymond † (10 aprile 1947 - 16 gennaio 1964 nominato arcivescovo di Nagpur)
- Raymond D'Mello † (21 aprile 1964 - 20 dicembre 1969 dimesso[3])
- Alfred Fernández † (25 giugno 1970 - 15 dicembre 1975 dimesso)
- Baptist Mudartha † (1º marzo 1976 - 5 maggio 1988 ritirato)
- Isidore Fernandes † (5 maggio 1988 - 31 gennaio 2013 dimesso)[4]
- Raphy Manjaly (17 ottobre 2013 - 12 novembre 2020 nominato arcivescovo di Agra)
  - Sede vacante (2020-2023)
- Louis Mascarenhas, dal 17 giugno 2023[5]

## Statistiche
La diocesi nel 2022 su una popolazione di 44.414.000 persone contava 9.982 battezzati, corrispondenti allo 0,0% del totale.
| anno | popolazione | popolazione | popolazione | presbiteri | presbiteri | presbiteri | presbiteri                | diaconi | religiosi | religiosi | parrocchie |
| anno | battezzati  | totale      | %           | numero     | secolari   | regolari   | battezzati per presbitero | diaconi | uomini    | donne     | parrocchie |
| ---- | ----------- | ----------- | ----------- | ---------- | ---------- | ---------- | ------------------------- | ------- | --------- | --------- | ---------- |
| 1959 | 6.373       | 10.000.000  | 0,1         | 40         | 34         | 6          | 159                       |         | 5         | 121       | 4          |
| 1970 | 8.085       | 11.000.000  | 0,1         | 58         | 50         | 8          | 139                       |         | 92        | 233       | 4          |
| 1980 | 6.973       | 16.274.000  | 0,0         | 74         | 63         | 11         | 94                        |         | 83        | 286       | 5          |
| 1990 | 8.802       | 21.495.810  | 0,0         | 76         | 66         | 10         | 115                       |         | 53        | 312       | 5          |
| 1999 | 11.715      | 25.914.016  | 0,0         | 81         | 69         | 12         | 144                       |         | 26        | 310       | 9          |
| 2000 | 12.231      | 26.231.226  | 0,0         | 82         | 70         | 12         | 149                       |         | 27        | 302       | 9          |
| 2001 | 12.442      | 26.892.327  | 0,0         | 82         | 70         | 12         | 151                       |         | 26        | 305       | 13         |
| 2002 | 12.704      | 26.995.468  | 0,0         | 84         | 74         | 10         | 151                       |         | 22        | 301       | 13         |
| 2003 | 12.540      | 27.123.504  | 0,0         | 83         | 72         | 11         | 151                       |         | 23        | 356       | 33         |
| 2004 | 12.566      | 26.232.500  | 0,0         | 82         | 74         | 8          | 153                       |         | 29        | 368       | 35         |
| 2006 | 12.767      | 30.800.000  | 0,0         | 88         | 77         | 11         | 145                       |         | 21        | 383       | 35         |
| 2012 | 13.525      | 32.644.000  | 0,0         | 88         | 75         | 13         | 153                       |         | 33        | 353       | 39         |
| 2015 | 13.992      | 41.517.000  | 0,0         | 88         | 75         | 13         | 159                       |         | 40        | 398       | 39         |
| 2018 | 13.987      | 42.611.355  | 0,0         | 85         | 73         | 12         | 164                       |         | 42        | 417       | 39         |
| 2020 | 11.201      | 43.530.600  | 0,0         | 94         | 78         | 16         | 119                       |         | 21        | 376       | 42         |
| 2022 | 9.982       | 44.414.000  | 0,0         | 94         | 76         | 18         | 106                       |         | 24        | 384       | 43         |